# قرمزي بلاغ
قرمزي بلاغ هي قرية في مقاطعة مياندوآب، إيران. يقدر عدد سكانها بـ 182 نسمة بحسب إحصاء 2016.